# Herman Loaiza
Herman Loaiza Martínez (Manizales, Caldas, 14 de abril de 1956) es un exciclista colombiano profesional entre 1985 y 1987.

## Palmarés
1976
- 2 etapas de la Vuelta a Guatemala

1977
- 1 etapa de la Vuelta a Cundinamarca

1979
- Vuelta a Costa Rica, más 2 etapas

1983
- Tour de Martinica

## Resultados en Grandes Vueltas
| Carrera         | 1984 | 1985 | 1986 | 1987 |
| --------------- | ---- | ---- | ---- | ---- |
| Giro de Italia  | -    | -    | -    | -    |
| Tour de Francia | 60.º | 66.º | -    | -    |
| Vuelta a España | -    | -    | -    | -    |

-: no participa 

Ab.: abandono

## Equipos
- Almacenes Everfit (1975)
- Banco Cafetero (1977)
- Pilas Varta (1979)
- Lotería de Boyacá (1980)
- Coldeportes Caldas (1982)
- Varta Caldas (1983)
- Pilas Varta - Colombia (1983-1984)
- Café de Colombia-Varta-Mavic (1985)
- Varta - Renault (1985)
- Café De Colombia-Varta (1986-1987)